# Меґан Міллер (тенісистка)
Меґан Міллер (англ. Megan Miller; нар. 20 вересня 1977) — колишня британська тенісистка.
Найвищу одиночну позицію світового рейтингу — 235 місце досягла 13 січня 1997, парну — 596 місце — 24 лютого 1997 року.

## Фінали ITF

### Парний розряд (0-1)
| Результат | Дата          | Місце                       | Покриття   | Партнерка       | Суперниці                         | Рахунок     |
| --------- | ------------- | --------------------------- | ---------- | --------------- | --------------------------------- | ----------- |
| Поразка   | 8 лютого 1997 | Сандерленд, Велика Британія | Тверде (i) | Рейчел Вайоллет | Ширлі-Енн Сіддалл Аманда Вейнрайт | 6–7(2), 4–6 |